# Олександрівська сільська рада (Семенівський район)
Олекса́ндрівська сільська́ ра́да — адміністративно-територіальна одиниця та орган місцевого самоврядування в Семенівському районі Чернігівської області. Адміністративний центр — село Олександрівка.

## Загальні відомості
Олександрівська сільська рада утворена у 1918 році.
- Територія ради: 81,37 км²
- Населення ради: 559 осіб (станом на 2001 рік)

## Населені пункти
Сільській раді підпорядковані населені пункти:
- с. Олександрівка
- с-ще Газопровідне
- с-ще Зелена Роща
- с. Карасі
- с. Криульки
- с. Максимихине
- с-ще Угли
- с. Фроли

## Склад ради
Рада складається з 12 депутатів та голови.
- Голова ради: Коробко Тетяна Іванівна
- Секретар ради: Фролова Надія Миколаївна

### Керівний склад попередніх скликань
| Прізвище, ім'я, по батькові | Основні відомості                                                                                     | Дата обрання | Дата звільнення |
| --------------------------- | --- | ------------ | --------------- |
| Коробко Тетяна Іванівна     | Сільський голова, 1960 року народження, освіта середня спеціальна, член Соціалістичної партії України | 26.03.2006   | 31.10.2010      |
| Коробко Тетяна Іванівна     | Сільський голова, 1960 року народження, освіта середня спеціальна                                     | 31.10.2010   |                 |

Примітка: таблиця складена за даними сайту Верховної Ради України

### Депутати
За результатами місцевих виборів 2010 року депутатами ради стали:

#### За суб'єктами висування
| Суб'єкт висування            | Кількість обраних депутатів | %    |
| ---------------------------- | --------------------------- | ---- |
| Партія регіонів              | 6                           | 50   |
| Самовисування                | 3                           | 25   |
| Соціалістична партія України | 2                           | 16,7 |
| Народна партія               | 1                           | 8,3  |

#### За округами
| № округу                     | Прізвище, ім'я, по батькові    | Дата визнання обраним | Освіта  | Партійна приналежність             | Відомості про обраного депутата                                                    |
| ---------------------------- | ------------------------------ | --------------------- | ------- | ---------------------------------- | ---------------------------------------------------------------------------------- |
| Народна Партія               |                                |                       |         |                                    |                                                                                    |
| 10                           | Клімошенко Наталіія Федорівна  | 03.11.2010            | середня | позапартійна                       | Олександрі вська сільська рада, секретар виконкому                                 |
| Партія регіонів              |                                |                       |         |                                    |                                                                                    |
| 1                            | Вейкша Марина Володимирівна    | 03.11.2010            | вища    | член Партії регіонів               | Олександрівська сільськарада, секретарОлександрівської сільськоїради               |
| 2                            | Купрейченко Тетяна Анатоліївна | 03.11.2010            | вища    | член Партії регіонів               | Олександрівська ЗОНІІ-ІІІ ст., вчитель початкових класів                           |
| 4                            | Герасименко Наталія Григорівна | 03.11.2010            | вища    | член Партії регіонів               | Олександрівська загальноосвітня школа І-ІІІ ст., вчитель математики та інформатики |
| 6                            | Волохо Галина Володимирівна    | 03.11.2010            | вища    | член Партії регіонів               | ПСП "Олександрівське, головний бухгалтер                                           |
| 8                            | Фролова Надія Миколаївна       | 03.11.2010            | середня | член Партії регіонів               | ПСП "Олександрівське, різноробоча                                                  |
| 9                            | Лінік Павло Володимирович      | 03.11.2010            | вища    | член Партії регіонів               | Костобобрівське лісництво, лісничий                                                |
| Соціалістична партія України |                                |                       |         |                                    |                                                                                    |
| 5                            | Путна Ганна Миколаївна         | 03.11.2010            | вища    | член Соціалістичної партії України | Олександрівська загальноосвітня школа І-ІІІ ст., вчитель математики та фізики      |
| 7                            | Кожух Андрій Анатолійович      | 03.11.2010            | середня | член Соціалістичної партії України | ФОП"Кожух", приватний підприємець                                                  |
| Самовисування                |                                |                       |         |                                    |                                                                                    |
| 3                            | Кулик Андрій Васильович        | 03.11.2010            | середня | позапартійний                      | тимчасово не працює                                                                |
| 11                           | Сичов Володимир Дмитрович      | 03.11.2010            | вища    | позапартійний                      | Управлінняязку, кабельник зпаювальник                                              |
| 12                           | Мороз Андрій Валентинович      | 03.11.2010            | середня | член Української Народної Партії   | Чайкінський навчально виховний комплекс, вчитель музики                            |